# 12e régiment de tirailleurs de la Garde impériale
Pour les articles homonymes, voir 12e régiment.
Le 12e tirailleurs de la garde est un régiment français des guerres napoléoniennes. Il fait partie de la Jeune Garde.

## Historique du régiment
- 1813 - Créé et nommé 12e régiment de tirailleurs de la Garde impériale,
- 1814 - Dissout.

## Chef de corps
- 1813 : François-Israel Mosnier

## Batailles
Ce sont les batailles principales où fut engagé très activement le régiment. Il participa évidemment à plusieurs autres batailles, surtout en 1814.
- 1813 : Dresde
- 1814 : Hoogstraten, Anvers, Claye, Paris et Courtrai